# レイキャヴィーク
レイキャヴィーク（Reykjavík アイスランド語発音: [ˈreiːcaˌviːk] ( 音声ファイル)）は、アイスランドの首都。

## 概要
アイスランド島南西部のレイキャネース半島の根元に位置し、ファクサ湾に面する港湾都市である。首都としては世界最北の北緯64度8分に位置する。市名は「煙たなびく湾」という意味で、最初の上陸者が近郊の温泉から上る湯煙を炎の煙と見間違えて名づけた地名と言われている。
人口は市内のみで約12万人、周囲の市を含めた首都圏全体で約21万人である。アイスランドの全人口の約2/3がこの一帯に集中している。
市内の暖房・給湯システムは地熱の熱エネルギーのみで維持されており、自然エネルギーとの共存が図られている。他にも燃料電池自動車に水素を供給する水素ステーションを建設し、それを利用した路線バスを世界で初めて運行するなど、クリーンエネルギー政策の点では世界をリードしている。
市内では犬を飼うことが法律で禁止されているが、申請することで飼うことができる。また、世界で最も人口1人当たりの書店の密度が高い町と住民は自称している。

## 歴史
ノルマン人による最初の永住は、870年頃のインゴールヴル・アルナルソンである、と信じられている。ヴァイキングたちは、酋長の座の両側にある柱(Öndvegissúlur)を海に投げ入れ、それが漂流した場所を定住地とするのが、慣習であった。レイキャヴィークの場合も、柱は島の南部から南西部の湾に漂着、定住地となった。アイスランドのサガによれば、これがレイキャヴィークの始まりとされている。
しかし、その後長い間は人口100人ほどの小さな港でしかなく、いかなる史書にも具体的な描写は登場しない。1752年、 デンマーク王国の王が、レイキャヴィークをInnréttingar Corporationに譲り渡す。市の経済を支えることになる羊毛産業が興ってくるのは、その時からである。1786年にデンマーク王が交易独占を廃すると、レイキャヴィークは交易が許される特許状を得る。この1786年が、公式の市の創設年になっている。とは言うものの、交易は依然としてデンマーク商人に支配された。宗主国デンマーク以外との自由交易が認められるようになった1880年代以降、アイスランド商人による交易が成長、発展を始める。
19世紀末になると、当時、アイスランド唯一の都市として、ヨン・シグルズソンによる独立運動の中心地となる。930年に創設された世界最古の近代議会ともいわれるアルシングが、1845年に復活。1918年にデンマーク王権下でアイスランド王国としての独立を達成し、レイキャヴィークは首都となった。1920年から1930年にかけてレイキャヴィークの漁業は成長を遂げ、鱈が主要産品となる。デンマークがドイツに占領されたのを機に、1940年5月に英国を主とする連合国軍がレイキャヴィークに進駐する。英兵（後には米兵も）の数は、市民の数に匹敵するほどであった。連合軍の駐留は、大恐慌以降、失業者が溢れ不振を極めていた市の経済に活況をもたらした。ケフラヴィーク国際空港、レイキャヴィーク空港など今日も使用されている市の重要施設の多くが、このとき連合軍の手で建設された。1944年、アイスランド共和国が誕生、完全な独立を果たした。選挙の結果、王政は廃止され大統領府が市内に置かれた。

## 地勢
アイスランドの南西に位置し、複雑な海岸線、半島、群島、海峡、洞穴などを形成している。また、多くの火山を有する。
氷期には大きな氷河が、市の一部を覆い、その他の地区は水面下にあった。氷河期が終わり、地面が隆起し、現在の形になったが、地震や火山活動は活発なままで、溶岩が海面にまで達した。市内を流れる河川は航行には適さないものの、サケの良い漁場となっている。郊外にあるエシャン山がこの付近の最高地点で914mである。また同じく郊外にはヘイズムルク自然保護区が設定されており、ここの水（カルシウムやマグネシウムに乏しい軟水として知られる）を、ボトリングして輸出していることで知られている。

## 気候
気候区分は西岸海洋性気候(Cfc)に属する。
アラスカのフェアバンクス、東シベリアのヤクーツクといった同緯度の地域と比べ、非常に温暖であることが最大の特徴である。日較差が小さく、年間を通じて0℃～10℃前後の冷涼な温度範囲で気温が推移する。ヤクーツクなど東シベリアでは内陸部中心に真冬ともなると-50℃前後の値を観測する事があるが、レイキャヴィークの最寒月の平均気温は0℃程度、平均最低気温は-2℃程度であり、最も低い日の最低気温も-10℃程度にしかならない。この緯度のわりに冬季が温和な気候は、沖合を流れる暖流（北大西洋海流）、南から吹く偏西風に起因している。一方で夏は気温が上がりにくい。最暖月平均気温は寒帯基準となる10℃を僅かに超える程度であり、世界中の首都の中では最も低くなっている。最も高い日の最高気温も20℃未満である年が多い。すなわち夏季の気候だけ見れば寒帯に近いが冬季は比較的温暖であるため温帯、という性質を持つ。
年間の降雨・降雪は平均213日に上り、晴天が少ない。しかし降水量自体はそれほど多くない。また偏西風が海上から直接吹き付けるために風が非常に強く、そのため天候の変化も激しい。1824年2月4日には922.7hpaの最低気圧を観測した。これは温帯低気圧で実測された気圧としては世界記録である。
北極圏に近接しているため、冬至の頃には1日に4時間ほどしか日照がなく（極夜）、逆に夏至の前後では数十分間しか日が沈まない（白夜）。
| レイキャヴィーク （1991～2020）の気候 | レイキャヴィーク （1991～2020）の気候 | レイキャヴィーク （1991～2020）の気候 | レイキャヴィーク （1991～2020）の気候 | レイキャヴィーク （1991～2020）の気候 | レイキャヴィーク （1991～2020）の気候 | レイキャヴィーク （1991～2020）の気候 | レイキャヴィーク （1991～2020）の気候 | レイキャヴィーク （1991～2020）の気候 | レイキャヴィーク （1991～2020）の気候 | レイキャヴィーク （1991～2020）の気候 | レイキャヴィーク （1991～2020）の気候 | レイキャヴィーク （1991～2020）の気候 | レイキャヴィーク （1991～2020）の気候 |
| 月                                    | 1月                                   | 2月                                   | 3月                                   | 4月                                   | 5月                                   | 6月                                   | 7月                                   | 8月                                   | 9月                                   | 10月                                  | 11月                                  | 12月                                  | 年                                    |
| ------------------------------------- | ------------------------------------- | ------------------------------------- | ------------------------------------- | ------------------------------------- | ------------------------------------- | ------------------------------------- | ------------------------------------- | ------------------------------------- | ------------------------------------- | ------------------------------------- | ------------------------------------- | ------------------------------------- | ------------------------------------- |
| 最高気温記録 °C （°F）                | 11.6 (52.9)                           | 10.2 (50.4)                           | 14.2 (57.6)                           | 17.1 (62.8)                           | 20.6 (69.1)                           | 22.4 (72.3)                           | 25.7 (78.3)                           | 24.8 (76.6)                           | 20.1 (68.2)                           | 15.7 (60.3)                           | 13.3 (55.9)                           | 12.0 (53.6)                           | 25.7 (78.3)                           |
| 平均最高気温 °C （°F）                | 3.2 (37.8)                            | 3.4 (38.1)                            | 4.2 (39.6)                            | 7.0 (44.6)                            | 10.0 (50)                             | 13.0 (55.4)                           | 14.9 (58.8)                           | 14.0 (57.2)                           | 11.3 (52.3)                           | 7.6 (45.7)                            | 4.6 (40.3)                            | 3.3 (37.9)                            | 8.0 (46.4)                            |
| 日平均気温 °C （°F）                  | 0.7 (33.3)                            | 0.6 (33.1)                            | 1.2 (34.2)                            | 3.7 (38.7)                            | 6.7 (44.1)                            | 9.8 (49.6)                            | 11.6 (52.9)                           | 11.0 (51.8)                           | 8.5 (47.3)                            | 4.9 (40.8)                            | 2.2 (36)                              | 0.8 (33.4)                            | 5.1 (41.2)                            |
| 平均最低気温 °C （°F）                | −1.5 (29.3)                           | −1.8 (28.8)                           | −1.1 (30)                             | 1.3 (34.3)                            | 4.1 (39.4)                            | 7.4 (45.3)                            | 9.3 (48.7)                            | 8.7 (47.7)                            | 6.3 (43.3)                            | 2.8 (37)                              | 0.1 (32.2)                            | −1.4 (29.5)                           | 2.9 (37.2)                            |
| 最低気温記録 °C （°F）                | −19.7 (−3.5)                          | −17.6 (0.3)                           | −16.4 (2.5)                           | −16.4 (2.5)                           | −7.7 (18.1)                           | −0.7 (30.7)                           | 1.4 (34.5)                            | −0.4 (31.3)                           | −4.4 (24.1)                           | −10.6 (12.9)                          | −15.1 (4.8)                           | −16.8 (1.8)                           | −19.7 (−3.5)                          |
| 降水量 mm （inch）                    | 86.0 (3.386)                          | 90.1 (3.547)                          | 80.6 (3.173)                          | 58.5 (2.303)                          | 52.6 (2.071)                          | 43.1 (1.697)                          | 50.1 (1.972)                          | 64.0 (2.52)                           | 87.0 (3.425)                          | 79.8 (3.142)                          | 85.6 (3.37)                           | 95.8 (3.772)                          | 873.2 (34.378)                        |
| [ 要出典 ]                            |                                       |                                       |                                       |                                       |                                       |                                       |                                       |                                       |                                       |                                       |                                       |                                       |                                       |

## 産業

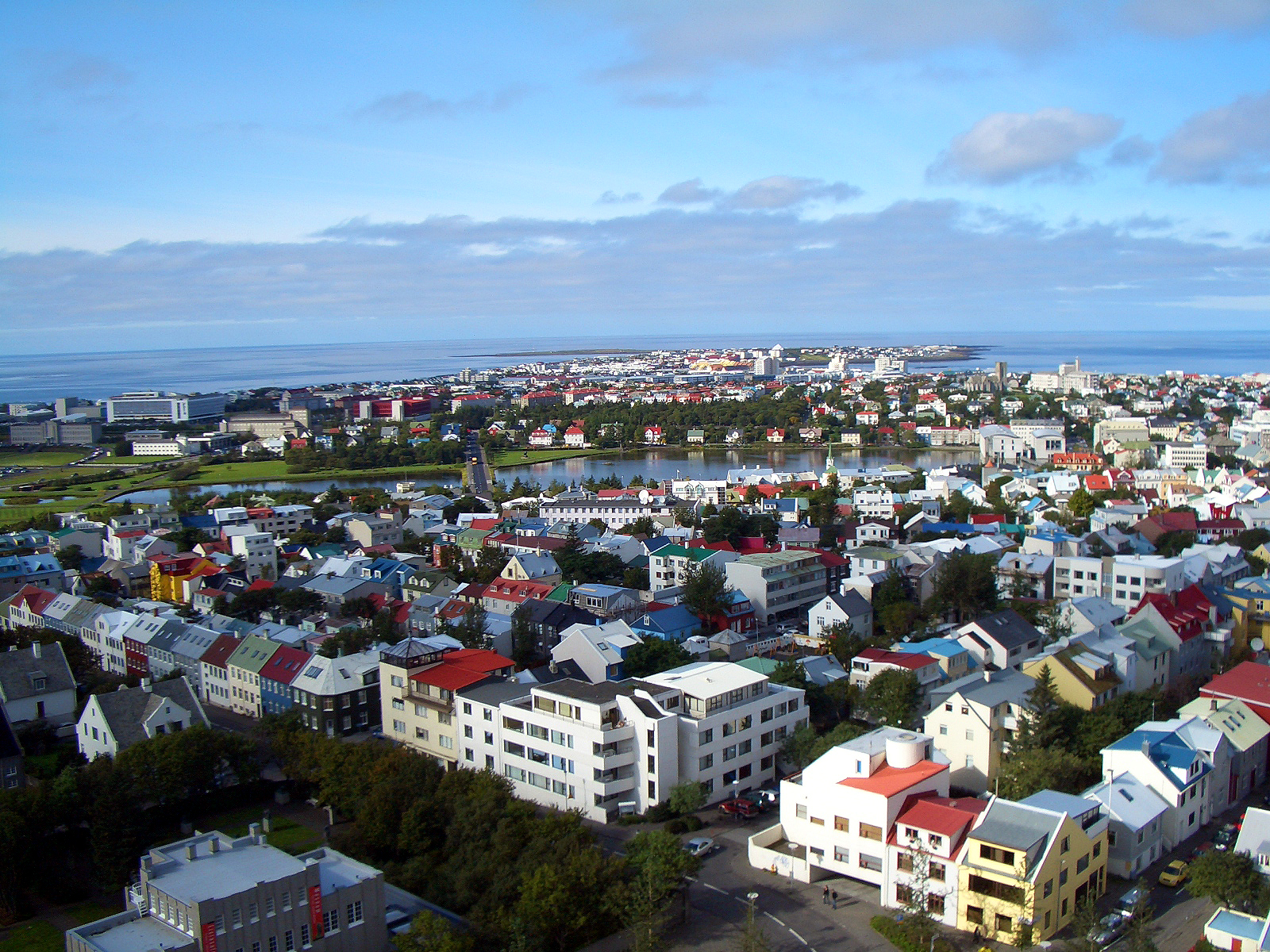
市街遠景

近海は南方からの暖流と北極方向からの寒流とがぶつかる潮目が存在している関係で世界有数の漁場となっており、古くから水産業が産業の根幹を占めてきた。レイキャヴィークの港は捕鯨船の母港でもある。
近年は水産業依存からの脱却を図っており、低い所得税率、ヨーロッパとアメリカの中間という地理条件、充実したインフラストラクチャー網を活かして外国資本の積極誘致を行っている。
地元資本としてはランズバンキ銀行、アイスランド国営放送、アイスランド航空グループ（アイスランド航空やエア・アイスランド）、ボーナス、世界的な義肢メーカーであるオズール（Össur）などアイスランドを代表する企業が本社を置いているほか、Vivaldi Technologies（Vivaldiの開発会社）など新興のIT企業も設立されている。

## 観光

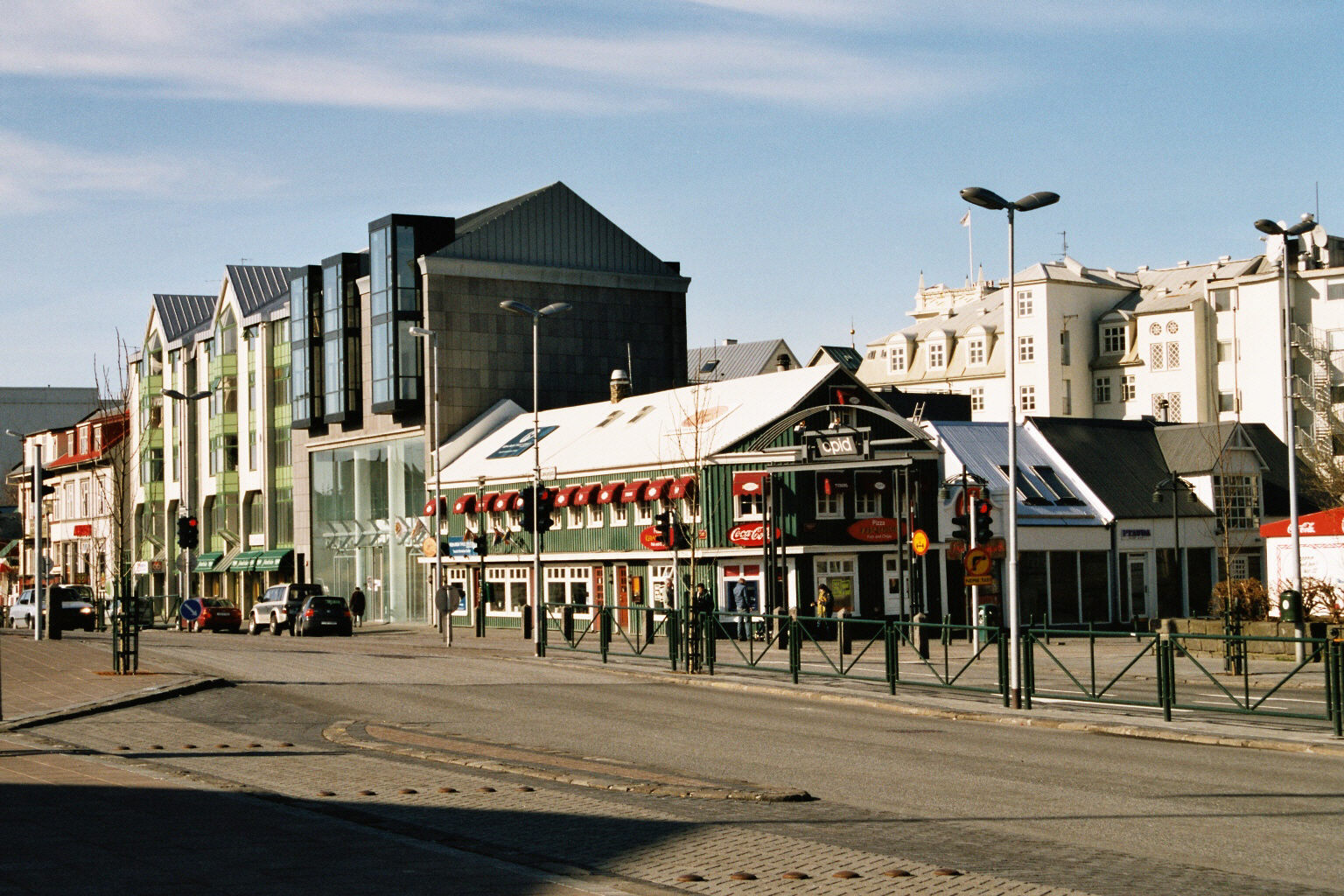
メインストリート周辺

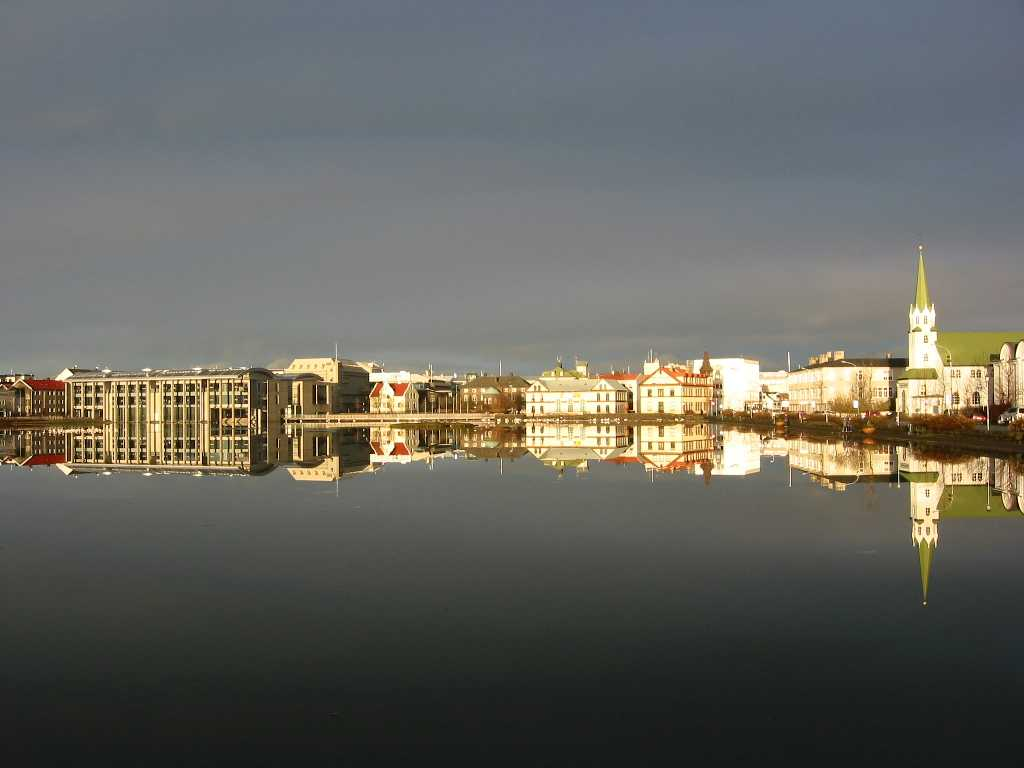
チョルトニン湖

- ランドマークであるルター派の教会のハットルグリムス教会が丘の頂上にそびえ立っている。高層ビルは皆無なので、この教会の展望台が街の全景を眺めることができる唯一のポイントである。
- 国会や首相官邸などの政府機関が市内に集中しているが、どれも驚くほど小規模で、アイスランドという国のスケールをうかがい知ることができる。チョルトニン湖の湖畔には市庁舎が建ち、周辺は市民の憩いの場となっている。
- 北部にはホフディ・ハウスと呼ばれる建物がある。1986年、アメリカのレーガン大統領とソ連のゴルバチョフ書記長が冷戦終結に向けた首脳会談を行った事で有名となった。
- 郊外には街全体に供給する温水を貯蔵するペルトランと呼ばれる施設がある。内部には街を見渡す展望レストラン、歴史博物館がある。
- 沖合のヴィーズエイ島には、イマジン・ピース・タワーと呼ばれる平和祈念施設が建設されている。「平和でクリーンな世界最北の首都から、世界へ平和の光を」というコンセプトの下、オノ・ヨーコが中心となってプロジェクトが進められ、ジョン・レノンの67回目の誕生日である2007年10月9日夜にオノ、リンゴ・スター、オリビア・ハリスン（ジョージ・ハリスン夫人）と共に完成除幕式が行われた。
- 車で40分ほどの郊外に、世界最大の露天温泉として有名なブルーラグーンがある。シャトルバスが運行されており、レイキャヴィークを拠点として多くの人が訪れる。
- シーズンになると街中からでもオーロラを頻繁に観測できる。そのため、現地の住民にとってオーロラは特に珍しいものではない。
- アイスランドでは新年を打ち上げ花火で祝う習慣があり、元旦を迎えた瞬間は花火が街の空を埋め尽くすようになる。
- レイキャヴィーク港には、レイキャヴィーク海洋博物館（英語版）があり、そこでは2006年に沿岸警備隊から退役した哨戒艦「オーディン（英語版）」が博物館船として展示されている。
「オーディン」は1960年に沿岸警備隊に就役し、就役前の1958年からイギリスとの間で勃発したタラ戦争にも参加した。

## 交通
- レイキャヴィークに限らず、アイスランドには電車・地下鉄などの鉄道は存在しない。しかし、レイキャヴィーク周辺ではバスの路線網が充実している。燃料電池自動車のバスが数台運行している。
- 市街地のすぐ南にレイキャヴィーク空港があり、アイスランド全土の都市と国内線で結ばれている。かつては国際空港としても機能していたが、現在は西へ50kmの位置にあるケプラヴィーク国際空港に纏められた。こちらの空港までは車で約45分を要する。
- アイスランド本島内を一周する国道1号（リングロード）の起点となっている。北へ向かうボルガネース、アークレイリ、エイイルススタジル方面、東へ向かうセルフォス、ヴィーク、ヘプン方面とに分かれる。

## 産業
レイキャヴィーク市が主要株主であるレイキャヴィーク・エナジー（Orkuveita Reykjavíkur）は、市内の電力、地熱を利用した暖房供給、水道、排水処理、光ファイバー通信を担う総合エネルギー・公共サービス企業であり、アイスランドのクリーンエネルギー政策の中核を担っている。同社は、首都圏の約半数に電力と水道を供給し、世界最大規模の地熱暖房システムを運営する。子会社を通じて二酸化炭素捕捉・貯留（Carbfix）や光ファイバー事業（Ljósleiðarinn）も展開し、レイキャヴィークの持続可能なインフラを支えている。2007年10月には、子会社レイキャヴィーク・エナジー・インベスト（REI）の株式売却とゲイシール・グリーン・エナジーとの合併計画を巡る「REI問題」が発生し、レイキャヴィーク市議会の多数派崩壊を引き起こした。

## レイキャヴィーク出身の人物
- ビョーク - ミュージシャン
- シガー・ロス - ロックバンド
- ムーム - エレクトロニカバンド
- ガンナー・ハンセン - 俳優
- エイドゥル・グジョンセン - サッカー選手
- フリドリック・トール・フリドリクソン - 映画監督
- エイナル・クリスチャンソン - テノール
- ヨン・ステファンソン - プロバスケットボール選手（バスケットボールアイスランド代表）
- ヨン・スティーブンソン・フォン・テッツナー - Vivaldi TechnologiesのCEO、共同設立者

## 姉妹都市
- キングストン・アポン・ハル（イギリス連合王国）
- ヴィリニュス（リトアニア共和国）
- ウィニペグ（カナダ連邦）
- シアトル（アメリカ合衆国）
- オスロ（ノルウェー王国）
- コペンハーゲン（デンマーク王国）